# استان هرمزگان
استان هرمزگان یکی از استان‌های ایران است. استان هرمزگان از مهم ترین استان‌های کشور در حوزه‌هایی همچون، گردشگری، نظامی، ژئوپلیتیک، تجاری و گردشگری دریایی می‌باشد. همچنین این استان از ظرفیت‌های تجاری و درآمدزایی بالایی برخوردار است. از مهم ترین شهر‌های استان می‌توان به بندرعباس، کیش، قشم و بندرلنگه اشاره کرد. این استان از سوی شمال و شمال شرقی با استان کرمان، شمال و شمال غربی با استان‌ فارس، غرب با استان بوشهر و از شرق با استان سیستان و بلوچستان همسایه است و جنوب آن را آب‌های خلیج فارس و دریای مکران در نواری به درازای نزدیک‌به ۹۰۰ کیلومتر دربرگرفته است. این استان در منطقهٔ ۲ کشور قرار دارد و مرکز آن، بندرعباس است. جمعیت آن تا سال ۱۳۹۵ نزدیک‌به ۱٫۷۷۶ میلیون برآورد شده است.

## پیشینه
استان هرمزگان تا سال ۱۳۱۶، بخشی از ایالت بندرها و جزایر خلیج فارس به مرکزیت بوشهر بوده است.در آبان سال ۱۳۱۶ برپایه قانون تقسیمات کشوری نخست کشور ایران به شش استان شامل استان‌های شمال‌غرب، غرب، شمال، شمال‌شرق، جنوب و مکران تقسیم شد. بندرعباس که آن زمان عباسی نامیده می‌شد بخشی از استان جنوب بود. دی‌ماه همان سال، دوباره تقسیمات تازه‌ای روی گرفت و پایه آن، کشور ایران به ۱۰ استان تقسیم شد که استان هشتم (به مرکزیت کرمان) شامل شهرستان‌های کرمان، بم، بندرعباس، خاش و … بود. بخش‌های میناب، قشم و جاسک جزو فرمانداری بندرعباس قرار گرفتند. اما برخی از شهرستان‌های غربی این استان شامل بندرلنگه، بستک و گاوبندی پارسیان به گونه سه بخش از توابع شهرستان لار، جزو استان هفتم (به مرکزیت شیراز) شمرده می‌شدند. تا سال ۱۳۳۹ نام استان‌های ایران به همان گونه یکم، دوم و … باقی ماند ولی پس‌از آن سال با پیشینه تاریخی مناطق، این تقسیمات تغییر یافت و با توجه به آن برپا کردن شماری فرمانداری کل تصویب شد که فرمانداری کل بندرها و جزایر دریای مکران (به مرکزیت بندرعباس) از آن جمله است. در سال ۱۳۳۲ بندر لنگه به شهرستان تبدیل شده و بستک، گاوبندی، شیبکوه و جزایر کیش و حومه بخش‌های پنج‌گانه آن شدند. در سال ۱۳۳۴ میناب هم به شهرستان تبدیل شد و با بخش‌های رودان – سیریک و حومه، دوران سیاسی نوین خود را آغاز کرده و بخش‌های فین و خمیر به شهرستان بندرعباس افزوده شدند. از مجموع شهرهای بندرعباس و میناب فرمانداری کل بندرها و جزایر بحر مکران تشکیل شد. در سال ۱۳۴۶ فرمانداری کل بندرها و جزایر دریای مکران و فرمانداری کل بندرها و جزایر خلیج فارس منحل شده و استان بندرها، جزایر، سواحل خلیج فارس و دریای مکران (به مرکزیت بندرعباس) تشکیل شد و شهرستان چابهار و بوشهر نیز جزء شهرهای استان ساحلی به‌شمار آمد. در سال ۱۳۵۵ بنا به پیشنهاد وزیر کشور، هیئت وزیران تصویب کرد که نام استان ساحلی، بندرها، جزایر خلیج‌فارس و دریای مکران به استان هرمزگان تغییر یابد.
گ در نامه وزیر کشور به استاندار وقت در توجیه نام هرمزگان آمده است: واژه هرمزگان به مناسبت نام هرمز و به خاطر موقعیت ویژه تنگه هرمز که برای ایران ارزش حیاتی ویژه دارد و به خاطر موقعیت جغرافیایی این استان که کاملاً در مقابل تنگه هرمز قرار گرفته است انتخاب شده است.

## تقسیمات کشوری
استان هرمزگان دارای ۱۳ شهرستان، ۳۹ بخش، ۸۸ دهستان و ۵۰ شهر است:
| ردیف | نام شهرستان | مرکز شهرستان | سال تأسیس | جدا شدن از شهرستان یا استان | مساحت شهرستان (Km²) | جمعیت مرکز شهرستان ۱۳۹۵ | جمعیت شهرستان ۱۳۹۵ |
| ---- | ----------- | ------------ | --------- | --------------------------- | ------------------- | ----------------------- | ------------------ |
| ۱    | بندرعباس    | بندرعباس     | ۱۳۱۶      | استان هشتم                  | ۱۰٬۱۲۹              | ۵۲۶٬۶۴۸ نفر             | ۶۸۰٬۳۶۶ نفر        |
| ۲    | بندرلنگه    | بندرلنگه     | ۱۳۲۹      | بندرعباس                    | ۷٬۷۷۳               | ۳۰٬۴۳۵ نفر              | ۱۵۹٬۳۵۸ نفر        |
| ۳    | میناب       | میناب        | ۱۳۳۹      | بندرعباس                    | ۵٬۲۶۴               | ۷۳٬۱۸۰ نفر              | ۲۵۹٬۲۲۱ نفر        |
| ۴    | قشم         | قشم          | ۱۳۵۵      | بندرعباس                    | ۱٬۵۹۶               | ۴۰٬۶۷۸ نفر              | ۱۴۸٬۹۹۳ نفر        |
| ۵    | ابوموسی     | ابوموسی      | ۱۳۶۱      | بندرلنگه                    | ۷۰                  | ۴٬۲۱۳ نفر               | ۷٬۴۰۲ نفر          |
| ۶    | جاسک        | بندر جاسک    | ۱۳۶۲      | بندرعباس                    | ۱۰٬۹۳۳              | ۱۶٬۸۶۰ نفر              | ۵۸٬۸۸۴ نفر         |
| ۷    | رودان       | دهبارز       | ۱۳۶۸      | میناب                       | ۳٬۱۲۷               | ۳۶٬۱۲۱ نفر              | ۱۲۴٬۵۲۲ نفر        |
| ۸    | حاجی‌آباد    | حاجی‌آباد     | ۱۳۷۰      | بندرعباس                    | ۹٬۴۵۹               | ۲۸٬۹۷۷ نفر              | ۶۹٬۶۲۵ نفر         |
| ۹    | بستک        | بستک         | ۱۳۷۹      | بندرلنگه                    | ۵٬۵۶۵               | ۹٬۹۵۹ نفر               | ۸۰٬۴۹۲ نفر         |
| ۱۰   | پارسیان     | پارسیان      | ۱۳۸۳      | بندرلنگه                    | ۱٬۶۲۹               | ۱۸٬۰۴۵ نفر              | ۵۰٬۵۹۶ نفر         |
| ۱۱   | خمیر        | بندر خمیر    | ۱۳۸۴      | بندرعباس                    | ۳٬۹۱۱               | ۱۵٬۳۲۰ نفر              | ۵۶٬۱۴۸ نفر         |
| ۱۲   | سیریک       | سیریک        | ۱۳۸۶      | میناب                       | ۲٬۳۳۳               | ۵٬۱۳۷ نفر               | ۴۵٬۷۲۳ نفر         |
| ۱۳   | بشاگرد      | سردشت        | ۱۳۸۷      | جاسک                        | ۸٬۸۴۱               | ۱٬۷۲۵ نفر               | ۳۵٬۰۸۵ نفر         |

## جزایر
استان هرمزگان دارای چهارده(۱۴) جزیره مسکونی است که عبارت‌اند از:
- جزیره قشم
- جزیره ابوموسی
- جزیره کیش
- جزیره لاوان
- جزیره هندرابی
- جزیره شیدور (ماران)
- جزیره لارک
- جزیره هرمز
- جزیره هنگام
- جزیره تنب بزرگ
- جزیره تنب کوچک
- جزیره سیری
- جزیره فرور بزرگ

جزایر غیر مسکونی:
- جزیره زرکوه
- جزیره آریانا
- جزیره فرور کوچک

## شهرستان بندرعباس
کلانشهر بندرعباس به‌عنوان مرکز استان امروزه یکی از کلانشهرهای ایران و مرکز مهم فعالیت‌های اقتصادی و تجاری است. این شهر که در قسمت انتهایی خلیج فارس و در فصل مشترک شاهراه خلیج فارس و دریای مکران واقع شده است، نقش مهمی در زمینه صادرات و واردات کشور ایفا می‌کند. تأسیسات مهم دریایی و زیربنایی کشور همچون بندر شهید رجایی، پالایشگاه نفت بندرعباس، کارخانه آلومینیوم المهدی، پالایشگاه نفت ستاره خلیج فارس، کشتی سازی خلیج فارس، فولاد بندرعباس، سیمان هرمزگان، پالایشگاه گاز سرخون و قشم، نیروگاه حرارتی بندرعباس و … از این جمله هستند. استان هرمزگان از طریق زمینی به استان‌های بوشهر، فارس، کرمان و سیستان و بلوچستان ارتباط دارد و با راه‌آهن به راه‌آهن سراسری ایران متصل است و از طریق هوا با داشتن فرودگاه‌های بین‌المللی بندرعباس، کیش، بندرلنگه و قشم به سراسر جهان متصل است. استان هرمزگان جزو پنج استان پردرآمد ایران محسوب می‌شود، اما متأسفانه از نظر تقسیم بودجه در رده بیست و چهارمین استان قرار دارد.

## مردم شناسی
نظرسنجی سال ۱۳۸۹
طی پژوهشی که به سفارش شورای فرهنگ عمومی در سال ۱۳۸۹ انجام شد و براساس یک بررسی میدانی و یک جامعه آماری از میان ساکنان ۲۸۸ شهر و حدود ۱۴۰۰ روستای سراسر کشور، درصد اقوامی که در این نظر سنجی نمونه‌گیری شد در این استان به قرار زیر بود:
| اقوام استان هرمزگان | اقوام استان هرمزگان | اقوام استان هرمزگان | اقوام استان هرمزگان | اقوام استان هرمزگان |
| ------------------- | ------------------- | ------------------- | ------------------- | ------------------- |
| قومیت               | قومیت               |                     | درصد                | درصد                |
| فارس                | فارس                |                     | ۸۵٫۱۰٪              | ۸۵٫۱۰٪              |
| بلوچ                | بلوچ                |                     | ۵٫۹٪                | ۵٫۹٪                |
| عرب                 | عرب                 |                     | ۵٪                  | ۵٪                  |
| شمالی               | شمالی               |                     | ۱٫۵٪                | ۱٫۵٪                |
| لر                  | لر                  |                     | ۰٫۹٪                | ۰٫۹٪                |
| کرد                 | کرد                 |                     | ۰٫۶۰٪               | ۰٫۶۰٪               |
| ترک‌زبان             | ترک‌زبان             |                     | ۰٫۵٪                | ۰٫۵٪                |
| سایر و بدون جواب    | سایر و بدون جواب    |                     | ۰٫۵٪                | ۰٫۵٪                |

| \| ترکیب زبانی استان هرمزگان [۱۷] \| ترکیب زبانی استان هرمزگان [۱۷] \| ترکیب زبانی استان هرمزگان [۱۷] \| ترکیب زبانی استان هرمزگان [۱۷] \| ترکیب زبانی استان هرمزگان [۱۷] \| \| ------------------------------ \| ------------------------------ \| ------------------------------ \| ------------------------------ \| ------------------------------ \| \| language \| language \| \| percent \| percent \| \| فارسی (گویش بندری) \| فارسی (گویش بندری) \| \| ۵۹٫۲۵٪ \| ۵۹٫۲۵٪ \| \| فارسی معیار \| فارسی معیار \| \| ۱۲٫۲۶٪ \| ۱۲٫۲۶٪ \| \| لارستانی (اچمی) \| لارستانی (اچمی) \| \| ۸٫۷۲٪ \| ۸٫۷۲٪ \| \| بلوچی \| بلوچی \| \| ۷٫۳۱٪ \| ۷٫۳۱٪ \| \| عربی \| عربی \| \| ۲٫۰۰٪ \| ۲٫۰۰٪ \| \| بشکردی \| بشکردی \| \| ۱٫۶۳٪ \| ۱٫۶۳٪ \| \| گویش‌های منطقه فارس \| گویش‌های منطقه فارس \| \| ۱٫۵۵٪ \| ۱٫۵۵٪ \| \| سایر, آمیخته \| سایر, آمیخته \| \| ۷٫۲۷٪ \| ۷٫۲۷٪ \| |                    |  |         |         |
| ترکیب زبانی استان هرمزگان |                    |  |         |         |
| language | language           |  | percent | percent |
| فارسی (گویش بندری) | فارسی (گویش بندری) |  | ۵۹٫۲۵٪  | ۵۹٫۲۵٪  |
| فارسی معیار | فارسی معیار        |  | ۱۲٫۲۶٪  | ۱۲٫۲۶٪  |
| لارستانی (اچمی) | لارستانی (اچمی)    |  | ۸٫۷۲٪   | ۸٫۷۲٪   |
| بلوچی | بلوچی              |  | ۷٫۳۱٪   | ۷٫۳۱٪   |
| عربی | عربی               |  | ۲٫۰۰٪   | ۲٫۰۰٪   |
| بشکردی | بشکردی             |  | ۱٫۶۳٪   | ۱٫۶۳٪   |
| گویش‌های منطقه فارس | گویش‌های منطقه فارس |  | ۱٫۵۵٪   | ۱٫۵۵٪   |
| سایر, آمیخته | سایر, آمیخته       |  | ۷٫۲۷٪   | ۷٫۲۷٪   |

### جمعیت
جمعیت استان هرمزگان، در سرشماری سال ۱۳۹۵ برابر با ۱،۷۷۶،۴۱۵ نفر بوده است. این استان علاوه بر اینکه از جمعیت جوان و رشد جمعیت نسبتا بالایی برخودار است ، به سبب وجود شهر‌هایی همچون بندرعباس ، کیش و قشم مهاجر پذیر نیز هست همین عوال سبب شده رشد جمعیت در این استان بالا باشد.

## موقعیت اقتصادی
ازجمله فعالیت‌های رایج مردم هرمزگان زمینه‌های کشاورزی، ماهیگیری و بازرگانی است. منطقه میناب و رودان منطقه فارغانات زراعت و باغداری (نارنگی مرغوب، ذرت و گندم، نخل خرمای پیارم) به عنوان قطب‌های کشاورزی استان به‌شمار می‌آید.

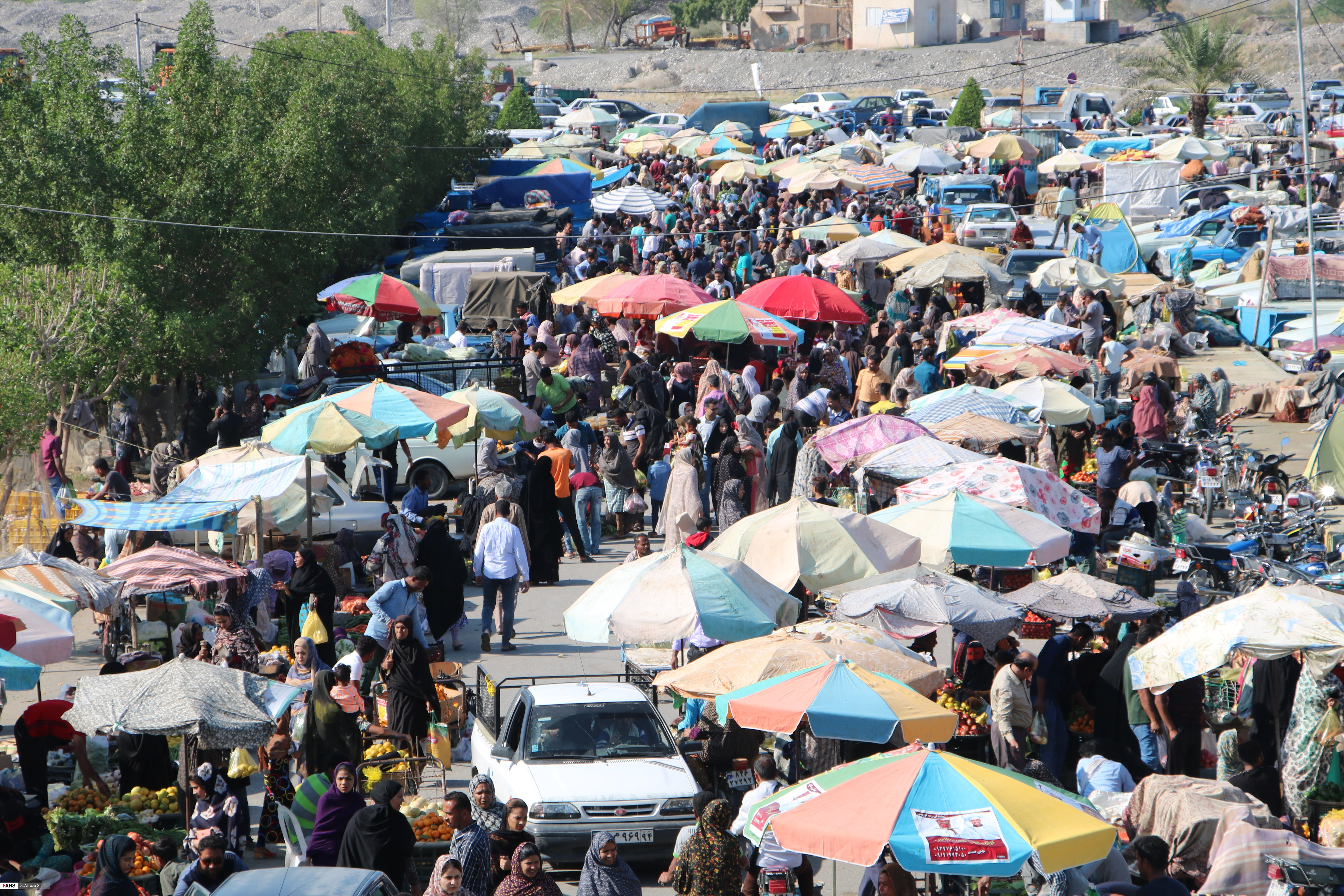
پنجشنبه بازار میناب

این استان همچنین دارای معادنی از قبیل نفت، گاز، کرومیت، فولاد، آلومینیوم، خاک‌سرخ و … است. در ضمن هرمزگان در زمینه حمل و نقل دریایی و شیلات از موقعیت اقتصادی برجسته‌ای برخوردار است. جزایر کیش و قشم به عنوان مناطق آزاد تجاری از لحاظ اقتصادی برای این استان سود سرشاری را به دنبال دارند. همچنین بندر شهید رجایی بزرگ‌ترین بندر بازرگانی و گمرک دنیا دروازهٔ ورود کالا به ایران می‌باشد، با این اوصاف می‌توان بندرعباس را پایتخت اقتصادی دنیا نامید که اقتصاد دنیا به آن وابسته است

## فرهنگ
بافت جمعیتی استان تنوع فراوانی دارد. از شرق با فرهنگ و سنن بلوچ‌ها شروع می‌شود و پوشش مردم به‌خصوص زنان بسیار شبیه بلوچ‌ها است و در مرکز استان بیشتر از فرهنگ بومی خود و لباس آن‌ها بیشتر فرنگی است، زنان پوشش مشهور بندری، لباسی با پارچه‌های رنگی شاد قرمز سبز زرد و آبی و اکثراً زری بافی شده و برای مردها کپره، آف، لنگوته و سُواس با عنوان لباس محلی وجود دارد؛ ناخداها، ملوانان و صیادان نیز دو نوع پیراهن مخصوص مهمانی و کار داشتند، لباس مهمانی (پلوخوری) به‌طور معمول از رنگ سفید و حریر یا ململ نازک درجه یک انتخاب می‌کردند و برای کار نیز پیراهن بلند بود و ملوانان در هنگام زمستان برای کارکردن از پارچه‌های کلفت رنگی و راه راه استفاده می‌کردند و در غرب و جزایر استان فرهنگ عربی و بومی (بندری) دیده می‌شود که مردان دشداشه یا همان کندوره همراه با چفیه و عقال یا به صورت دستار دیده می‌شود. فرهنگ مردم هرمزگان حکایت از رشد، تکامل، اختلاط و تنوع بسیار دارد ازجمله خطه شمال هرمزگان که در آخرین رشته کوه زاگرس (کوه فارغان قله تشگرد ۳۲۶۲ متر) هست و مردمی با گویش فارغنی تکلم می‌کنند.
آیین‌ها، افسانه‌ها و اعتقاداتی که از قلهٔ کوه‌ها تا حضور دریا و صیادان را دربرگرفته است، بر این چهارراه فرهنگی می‌توان از همهٔ اقوام، ملت‌ها و ادیان آمده و رفته چیزهای بسیار بر جای مانده یافت. پس باید با ضرب دهل‌ها و نقش لباس همراه شد و به تماشای زار و عضوا نشست تا تاریخ دیرینهٔ فرهنگ و تمدن هرمزگان را که حکایت مردم دیرزی این دیار وهم نشینی آنان با مهاجران از دور آمده را دریافت. همچنین شماری از مردم این استان از ایرانیان آفریقایی‌تبار (حبشیه) هستند.البته در شهر مهاجرپذیری مثل بندرعباس، به‌دلیل موقعیت بازرگانی آن، از همه جای ایران افراد زیادی ساکن هستند.

## حیات جانوری

### جانوران خشکی
به‌دلیل تنوع ناهمواری‌ها در استان هرمزگان می‌توان به گونه‌های جانوری گرمسیری مانند کمنزیل، شتر، بزمجه اشاره کرد. در کنار گونه‌های سردسیری کوهستانی مانند قوچ و پلنگ در کوه (تشگرد فارغان) گونه صحار تورانی وایرانی و بارش برف در هر سال در فارغان و بخون در قسمت شمالی مشاهده نمود. علاوه بر این، نزدیکی قله تشگرد فارغان۳۲۶۰ متربه دریا، سبب پیدایش گونه‌هایی از جانوران نظیر عقاب ماهیگیر، جبیر، چشم‌سفید هندی، دارکوب بلوچی، لاک‌پشت پوزه عقابی، دلفین، خرس سیاه آسیایی شده است.

## حمل‌ونقل

### شبکه راه‌های زمینی
عمده راه‌های زمینی هرمزگان عبارتند از:
بندرعباس ـ بندرلنگه-پارسیان-بوشهر
بندرعباس-گهکم-داراب-شیراز
بندرعباس-بستک-لاربندرعباس-جهرم-شیراز
بندرعباس-حاجی‌آباد-سیرجان-کرمان
بندرعباس-رودان-کهنوج-کرمان
بندرعباس-میناب-جاسک-چابهار
بندرعباس-لار-جهرم-شیراز
بندرعباس-شمیل-گجگ پشتکوه
با بازگشایی جاده پشتکوه بخش شمیل بسیاری از مسیرها به استان‌های دیگر کوتاه می‌شود

### شبکه راه‌آهن
ریل‌گذاری اولین شبکه راه‌آهن استان در زمستان ۱۳۷۳خورشیدی به پایان رسید. عملیات ریل‌گذاری این شبکه از بافق تا بندرعباس به طول۷۰۰ کیلومتر با اعتباری افزون بر ۱۶۴ میلیارد ریال اجرا شد. باند دوم مسیر بافق به بندرعباس در سال۱۳۹۱ توسط رئیس‌جمهور محمود احمدی‌نژاد افتتاح شد.
هم‌اکنون مسیر ریلی شیراز-جهرم-لار-بندرعباس در دست ساخت است.

### فرودگاه‌ها
استان هرمزگان با توجه به موقعیت استراتژیک‌اش دارای چندین فرودگاه بین‌المللی و داخلی است که هر روز در آن‌ها پروازهای متعددی به نقاط مختلف ایران و منطقه انجام می‌شود.
- فرودگاه بین‌المللی بندرعباس
- فرودگاه بین‌المللی قشم (دِیْرستان)
- فرودگاه بین‌المللی کیش
- فرودگاه بین‌المللی بندرلنگه
- فرودگاه ابوموسی
- فرودگاه لاوان[۲۱]
- فرودگاه جاسک
- فرودگاه سیری
- فرودگاه هندورابی[۲۲]
- فرودگاه تنب بزرگ
- فرودگاه بستک (غیرفعال)[۲۳]
- فرودگاه میناب (غیرفعال)[۲۳]
- فرودگاه پارسیان (غیرفعال)[۲۳]

### حمل‌ونقل دریایی
دریایی بندرلنگه به امارات عربی
بندر چارک به جزیره کیش
اسکله بندر پهل به لافت (جزیره قشم)
بندرعباس به شهرستان قشم
بندرعباس به جزیره هرمز

## نگارخانه

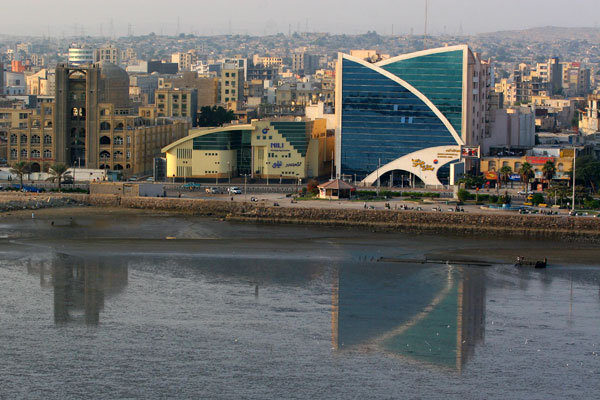
بندرعباس